# Albert Brojka
Albert Brojka (Tirana, 19 ottobre 1958) è un ingegnere e politico albanese, sindaco di Tirana dal 1996 al 2000. Gli successe Edi Rama, che nel 2013 sarebbe divenuto Primo ministro albanese.

## Biografia
Vice ministro, ministro delle costruzioni e ingegnere minerario, ha contribuito allo sviluppo nel settore delle estrazioni nel suo paese.